# Tchiflik
Pour les articles homonymes, voir Tchiflik (homonymie).

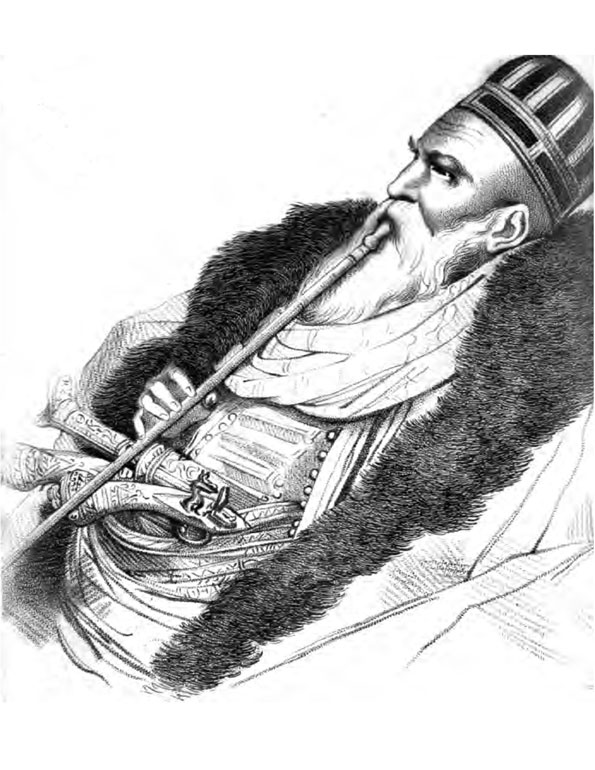

Un Tchiftlik (en turc Çiftlik) était, dans l'Empire ottoman, une grande propriété agricole située à proximité d'une ville ou d'un village. Elle était détenue en toute propriété mais pouvait être partagée en petites métairies qui rémunéraient le propriétaire en lui donnant, le plus souvent, un cinquième de la récolte. 
Les grands tchiftliks furent constitués, pour la plupart, après la conquête des États européens médiévaux par l'Empire ottoman.
Après la fin de l'occupation turque, les tchiftliks furent quasi totalement supprimés. Certains subsistèrent, de manière anecdotique, jusqu'à la fin de la Seconde Guerre mondiale. En Bulgarie, les derniers tchiftliks furent démantelés lors de la prise de pouvoir, par les communistes, en 1944-1945.